# Carl Verheijen
Carl Eduard Verheijen (26 maja 1975 w Hadze) – holenderski łyżwiarz szybki, dwukrotny brązowy medalista olimpijski, wielokrotny medalista mistrzostw świata oraz zdobywca Pucharu Świata.

## Kariera
Specjalizuje się w biegach na 5000 i 10000 m. Pierwszy sukces w karierze osiągnął w 2001 roku, kiedy zwyciężył w biegu na 100 00 m podczas mistrzostw świata na dystansach w Salt Lake City. Wynik ten powtórzył na MŚ w Seulu (2004), a na MŚ w Berlinie (2003), MŚ w Inzell (2005) i MŚ w Salt Lake City (2007) zajmował drugie miejsce. Zdobywał również medale na dwukrotnie krótszym dystansie: srebrne na MŚ w 2001 i MŚ w 2004 roku oraz brązowe podczas MŚ w 2003, MŚ w 2005 i MŚ w 2007 roku. Ponadto w latach 2003, 2005 i 2007 zdobywał złote medale w biegu drużynowym. W 2004 roku zdobył również brązowy medal na wielobojowych mistrzostwach świata w Hamar, przegrywając tylko z dwoma reprezentantami USA: Chadem Hedrickiem i Shanim Davisem. W tej samej konkurencji trzeci był również podczas mistrzostw świata w Heerenveen w 2007 roku, ulegając jedynie swemu rodakowi Svenowi Kramerowi i Włochowi Enrico Fabrisowi.
W 2002 roku wystartował na igrzyskach olimpijskich w Salt Lake City, zajmując szóste miejsce w biegu na 5000 m. Na rozgrywanych cztery lata później igrzyskach w Turynie zdobył dwa medale. Wspólnie ze Svenem Kramerem, Rintje Ritsmą, Markiem Tuitertem i Erbenem Wennemarsem zdobył brązowy medal w wyścigu drużynowym. W startach indywidualnych był trzeci na dystansie 10 000 m i czwarty na 5000 m. W dłuższym biegu wyprzedzili go jedynie jego rodak Bob de Jong oraz Chad Hedrick, a w krótszym lepszy w walce o podium okazał się Enrico Fabris.
Zdobył cztery medale na wielobojowych mistrzostwach Europy: srebrne na ME w Erfurcie (2002) i ME w Heerenveen (2004) oraz brązowe podczas ME w Heerenveen (2005) i ME w Collalbo (2007).
Wielokrotnie stawał na podium zawodów Pucharu Świata, odnosząc przy tym sześć indywidualnych zwycięstw. W sezonie 2002/2003 zwyciężył w klasyfikacji końcowej na 5000 m/10 000 m, w sezonach 2000/2001, 2003/2004 i 2006/2007 był drugi, a sezony 2001/2002 i 2005/2006 ukończył na trzeciej pozycji.
Ustanowił pięć rekordów świata.
Jego rodzice, Eddy Verheijen i Rieneke Verheijen-Demming oraz żona, Andrea Nuyt również uprawiali łyżwiarstwo szybkie.

## Osiągnięcia

### Igrzyska olimpijskie
- Salt Lake City 2002
  - 6. (5000 m)
- Turyn 2006
  - brąz (10000 m); brąz (sztafeta); 4. (5000 m)

### Mistrzostwa świata
- 2001 – 1. (10000 m); 2. (5000 m)
- 2003 – 2. (10000 m); 3. (5000 m)
- 2004 – 1. (10000 m); 2. (5000 m); 3. (wielobój)
- 2005 – 1. (sztafeta); 2. (10000 m); 3. (5000 m)
- 2007 – 1. (sztafeta); 2. (10000 m); 3. (5000 m); 3. (wielobój)
- 2009 – 1. (sztafeta)